# Zanthropya Ex
Zanthropya Ex ist eine deutsche Death-Metal-Band aus Trossingen. Die Band wurde 2007 von den Brüdern Schinder Papst und JenZo’ gegründet und hat bislang vier Alben veröffentlicht. Sich selbst repräsentiert Zanthropya Ex mit dem Leitbild „Blutig, morbide, pervers und brutal – Wir sind der Spiegel der heutigen Zeit“.

## Geschichte
Mit der Gründung von Zanthropya Ex durch die zwei Brüder Schinder Papst und JenZo’ im Jahre 2007 wurde die Basis der Band geschaffen. In dem gleichen Jahr kamen der Gitarrist Marcello Salazar, der Bassist Krigshetsare und der Schlagzeuger Tycron hinzu, wodurch die Band vervollständigt wurde.
Kurze Zeit später wurde das erste Album unter dem Titel Apathisch der Sonne entgegen selbständig produziert und veröffentlicht. Das erste Konzert spielten Zanthropya Ex im darauffolgenden Jahr in Radolfzell, woraufhin ein weiterer Auftritt auf dem Drunken Drums Festival in der Heimatstadt Trossingen folgte.
Das zweite selbst produzierte Album Seuchenherr wurde im Jahr 2009 veröffentlicht. In dem gleichen Jahr spielte die Band auf dem Legacy Fest in Dessau und ein Jahr später auf dem Baden in Blut Festival in Lörrach. In dem gleichen Jahr stieg der Schlagzeuger Tycron aus und die Band wurde durch Lörk erneut komplettiert.
Daraufhin wurde im Jahr 2011 das erste Studioalbum Notlösung Kopfschuss unter dem Label Dienstleister SAOL, der Promotion und Management-Agentur cmm GmbH, veröffentlicht und vertrieben. Die Produktion des Studioalbums wurde von Connie Andreszka (Mystic Prophecy) durchgeführt und das Design wurde von Metalartworks konzipiert. Daraufhin spielte die Band unter anderem im Delta Tau Chi - The Animal House in Donaueschingen und auf dem Metalfest im LKA Longhorn in Stuttgart.
Im Jahr 2012 verließen der Bassist Krigshetsare und der Gitarrist Marcello Salazar die Band, woraufhin Arez den Bass und Crox die Gitarre übernahm. Dabei spielte die Band im gleichen Jahr auf dem Barge to Hell in Miami (70000 Tons of Metal), das auf einem Kreuzfahrtschiff in Miami stattfand, sowie im darauffolgenden Jahr als Vorgruppe von Finsterforst und mehrmals bei der XMAS in Hell Tour von Six Feet Under.
Mit der LP Hure meiner Sinne im Jahre 2014, die ebenso von Connie Andreszka (Mystic Prophecy) produziert und von Metalartworks designt wurde, veröffentlichte die Band unter dem Genre-Namen „Misanthropic Death“ ihr zweites Studioalbum. Im gleichen Jahr stieg der Bassist Arez aus und wurde durch Abyssos ersetzt. Zudem spielte die Band Mitte des Jahres auf den MetalDays in Tolmin.
Ein halbes Jahr später spielte die Band im Vorprogramm der kompletten XMAS in Hell Tour von Six Feet Under mit.

## Stil
Die Band spielt eine Mischung aus Death Metal und Thrash Metal mit deutschen Liedtexten. Dabei basieren die Lieder auf einer Abwechslung zwischen harten und druckvollen Passagen als auch zwischen langsamen und melodiebewussten Abschnitten.

## Diskografie

### Alben
- 2007: Apathisch der Sonne entgegen
- 2009: Seuchenherr
- 2011: Notlösung Kopfschuss
- 2014: Hure meiner Sinne

### DVDs
- 2012: Kreuzzug Antiglaube

### Musikvideos
- 2011: Blutbad
- 2013: Kranker Wichser
- 2014: Porno-Club-Olympia
- 2015: Porno-Club-Olympia - Remake